# Яакко Галлама
Ейно Яакко Унтамо Галлама (фін. Eino Jaakko Untamo Hallama, 28 березня 1917, Куопіо, Велике князівство Фінляндське — 11 лютого 1996, Фінляндія) — фінський політик, дипломат; з 1963 по 1964 роки — міністр закордонних справ Фінляндії; з 1967 по 1970 рік і з 1974 по 1982 рік — посол Фінляндії в СРСР.

## Біографія
Народився 28 березня 1917 року в Куопіо, в Великому князівстві Фінляндському.
З 18 грудня 1963 по 12 вересня 1964 року був міністром закордонних справ Фінляндії.
З 1967 по 1970 роки був послом Фінляндії в СРСР і Монголії, а також з 1974 по 1982 роки працював послом Фінляндії в СРСР і Афганістані.
З 1970 по 1974 роки працював послом Фінляндії в Данії.
Помер 11 лютого 1996 року.